# Volta ao Algarve de 1988
A 14.ª Volta ao Algarve teve lugar em 1988.

## Generalidad
A velocidade média desta volta é de ? km h.

## As etapas
| Etapa      | Localidades | Km | Vencedor                    | Segundo | Terceiro | Duração        | Velocidade média | Líder da geral |
| 1.ª etapa  | ?           | ?  | Manuel Grilo,               | ?       | ?        | ? h ? min ?? s | ??,??? km h      | Manuel Grilo,  |
| 2.ª etapa  | ?           |    | Paulo J. Ferreira,          | ?       | ?        | ? h ? min ?? s | ??,??? km h      | ?              |
| 3.ª etapa  | ?           | ?  | António Fernandes,          | ?       | ?        | ? h ? min ?? s | ??,??? km h      | ?              |
| 4.ª etapa  | ?           | ?  | Jorge Silva,                | ?       | ?        | ? h ? min ?? s | ??,??? km h      | ?              |
| 5.ª etapa  | ?           | ?  | Joaquim Almeida Lopes,      | ?       | ?        | ? h ? min ?? s | ??,??? km h      | ?              |
| 6.ª etapa  | ?           | ?  | José Rodrigues,             | ?       | ?        | ? h ? min ?? s | ??,??? km h      | ?              |
| 7.ª etapa  | ?           | ?  | Cayn Theakston, Reino Unido | ?       | ?        | ? h ? min ?? s | ??,??? km h      | ?              |
| 8.ª etapa  | ?           | ?  | Cayn Theakston, Reino Unido | ?       | ?        | ? h ? min ?? s | ??,??? km h      | ?              |
| 9.ª etapa  | ?           | ?  | Pedro Silva,                | ?       | ?        | ? h ? min ?? s | ??,??? km h      | ?              |
| 10.ª etapa | ?           | ?  | Marco Chagas,               | ?       | ?        | ? h ? min ?? s | ??,??? km h      | Joaquim Gomes, |

## Classificação geral
| \| 1. Joaquim Gomes, \| ? h ?? min ?? s \| \| \| \| 2. Marco Chagas, \| a ? h ?? min ?? s \| \| \| \| 3. Joaquim Salgado, \| a ? h ?? min ?? s \| \| \| \| 4. ? \| a ? h ?? min ?? s \| \| \| \| 5. ? \| a ? h ?? min ?? s \| \| \| \| 6. ? \| a ? h ?? min ?? s \| \| \| \| 7. ? \| a ? h ?? min ?? s \| \| \| \| 8. Fernando Mota, \| a ? h ?? min ?? s \| \| \| \| 9. ? \| a ? h ?? min ?? s \| \| \| \| 10. ? \| a ? h ?? min ?? s \| \| \| |                   |  |  |
| 1. Joaquim Gomes, | ? h ?? min ?? s   |  |  |
| 2. Marco Chagas, | a ? h ?? min ?? s |  |  |
| 3. Joaquim Salgado, | a ? h ?? min ?? s |  |  |
| 4. ? | a ? h ?? min ?? s |  |  |
| 5. ? | a ? h ?? min ?? s |  |  |
| 6. ? | a ? h ?? min ?? s |  |  |
| 7. ? | a ? h ?? min ?? s |  |  |
| 8. Fernando Mota, | a ? h ?? min ?? s |  |  |
| 9. ? | a ? h ?? min ?? s |  |  |
| 10. ? | a ? h ?? min ?? s |  |  |

## Classificações secundárias
| Classificação por pontos          | Pedro Silva,            |
| Classificação do melhor escalador | António Fernandes,      |
| Classificação da melhor equipa    | Louletano-Vale de Lobo, |

## Lista das equipas
| Louletano-Vale de Lobo | Garcia-Joalheiro | Vigor-Lousa       |
|                        |                  |                   |
| Ruquita-Feirense       | Sangalhos-Recer  | Sicasal-Torreense |
|                        |                  |                   |
| Orima-Cantanhede       |                  |                   |
|                        |                  |                   |
|                        |                  |                   |

## Ligaçõe externa
A Volta ao Algarve 1988 no siteducyclisme.net.